# Krajský soud v Českých Budějovicích
Krajský soud v Českých Budějovicích je krajský soud se sídlem v Českých Budějovicích, který má už od roku 1994 zřízenou pobočku v Táboře. Rozhoduje především o odvoláních proti rozhodnutím okresních soudů ve svém obvodu, v některých případech (nejzávažnější trestné činy, insolvenční řízení, spory ve věcech obchodních korporací, hospodářské soutěže, duševního vlastnictví apod.) rozhoduje sám jako soud prvního stupně, o odvoláních pak rozhoduje Vrchní soud v Praze. Vykonává také agendu správního soudnictví. Co do počtu soudců je nejmenším krajským soudem. 
Vznikl roku 1850, tehdy ale s menší územní působností, až po roce 1949 do jeho působnosti přešla většina území zrušených krajských soudů v Písku a v Táboře. V protektorátním období bylo jeho sídlo načas přeneseno do Vodňan.

## Sídlo
Soud sídlí v historické budově na Zátkově nábřeží, kde se nachází i odloučené pracoviště Okresního soudu v Českých Budějovicích (pro věci trestní a opatrovnické). Pobočka v Táboře se nachází na třídě kpt. Jaroše, kde sídlí i odloučené pracoviště Okresního soudu v Táboře (pro věci trestní).
Justiční palác, sloužící nejen krajskému a okresnímu soudu, ale i místní věznici, byl postaven v letech 1902–1905. Původně měl mít čelo na opačné straně a směrem do města měla být situována věznice, ale po protestech veřejnosti byl plán změněn. Také samotnou stavbu provázely protesty a kritika v novinách, pramenící z tehdejších národnostních sporů v Českých Budějovicích, neboť realizací byla pověřena německá stavební společnost a Češi nebyli připuštěni ani k řemeslnickým pracím. Krajský soud je mohutná šestiboká stavba v novorenesančním slohu, s vězeňskou kaplí, která je směrem k Lidické ulici ve štítu ozdobena váhami s mečem, který je obtočen hadem, a u původního vstupu do věznice na ulici F. A. Gerstnera anděly posledního soudu.

## Soudní obvod
Přímo do obvodu Krajského soudu v Českých Budějovicích patří obvody těchto okresních soudů:
- Okresní soud v Českém Krumlově
- Okresní soud v Českých Budějovicích
- Okresní soud v Jindřichově Hradci
- Okresní soud v Písku
- Okresní soud v Prachaticích
- Okresní soud ve Strakonicích

Pobočce v Táboře je svěřena většina občanskoprávních a trestních věcí z obvodů těchto okresních soudů:
- Okresní soud v Pelhřimově
- Okresní soud v Táboře